# العلاقات التوفالية الرواندية
العلاقات التوفالية الرواندية هي العلاقات الثنائية التي تجمع بين توفالو ورواندا.

## مقارنة بين البلدين
هذه مقارنة عامة ومرجعية للدولتين:
| وجه المقارنة                                              | توفالو                         | رواندا                                        |
| --------------------------------------------------------- | ------------------------------ | --------------------------------------------- |
| المساحة (كم2)                                             | 26                             | 26.34 ألف                                     |
| عدد السكان (نسمة)                                         | 11.19 ألف                      | 12.21 مليون                                   |
| الكثافة السكانية (ن./كم²)                                 | 43.04 ألف                      | 463.55                                        |
| العاصمة                                                   | فونافوتي                       | كيغالي                                        |
| اللغة الرسمية                                             | اللغة التوفالوية، لغة إنجليزية | اللغة الكينيارواندا، لغة إنجليزية، لغة فرنسية |
| العملة                                                    | دولار توفالو                   | فرنك رواندي                                   |
| الناتج المحلي الإجمالي (بليون دولار)                      | 39.73 مليون                    | 9.14 مليار                                    |
| الناتج المحلي الإجمالي (تعادل القوة الشرائية) بليون دولار | 38.93 مليون                    | 20.46 مليار                                   |
| الناتج المحلي الإجمالي الاسمي للفرد دولار أمريكي          | 3.29 ألف                       | 697                                           |
| الناتج المحلي الإجمالي للفرد دولار أمريكي                 | 3.77 ألف                       | 1.66 ألف                                      |
| مؤشر التنمية البشرية                                      |                                | 0.483                                         |
| رمز المكالمات الدولي                                      | +688                           | +250                                          |
| رمز الإنترنت                                              | .tv                            | .rw                                           |
| المنطقة الزمنية                                           | ت ع م+12:00                    | ت ع م+02:00                                   |

## منظمات دولية مشتركة
يشترك البلدان في عضوية مجموعة من المنظمات الدولية، منها:
| علم المنظمة | اسم المنظمة                                 | تاريخ انضمام توفالو | تاريخ انضمام رواندا |
| ----------- | ------------------------------------------- | ------------------- | ------------------- |
|             | مؤسسة التنمية الدولية                       | 24 يونيو 2010       | 30 سبتمبر 1963      |
|             | يونسكو                                      | 21 أكتوبر 1991      | 7 نوفمبر 1962       |
|             | الأمم المتحدة                               | 5 سبتمبر 2000       | 18 سبتمبر 1962      |
|             | مجموعة دول أفريقيا والكاريبي والمحيط الهادئ | ?                   | ?                   |
|             | دول الكومنولث                               | ?                   | ?                   |
|             | الاتحاد البريدي العالمي                     | ?                   | ?                   |
|             | البنك الدولي للإنشاء والتعمير               | 24 يونيو 2010       | 30 سبتمبر 1963      |
|             | الاتحاد الدولي للاتصالات                    | 15 أغسطس 1996       | 12 ديسمبر 1962      |
|             | منظمة حظر الأسلحة الكيميائية                | ?                   | ?                   |

## وصلات خارجية
- موقع وزارة الخارجية الرواندية